# Bîriukî, Rokîtne
Bîriukî (în ucraineană Бирюки) este localitatea de reședință a comunei Bîriukî din raionul Rokîtne, regiunea Kiev, Ucraina.

## Demografie
Componența lingvistică a localității Bîriukî
     Ucraineană (98,78%)
     Rusă (1,07%)
     Alte limbi (0,15%)
Conform recensământului din 2001, majoritatea populației localității Bîriukî era vorbitoare de ucraineană (98,78%), existând în minoritate și vorbitori de rusă (1,07%).